# مونتل گیبسون
مونتل گیبسون (انگلیسی: Montel Gibson؛ زادهٔ ۱۵ دسامبر ۱۹۹۷) بازیکن فوتبال اهل بریتانیا است.
از باشگاه‌هایی که در آن بازی کرده‌است می‌توان به باشگاه فوتبال نوتس کانتی اشاره کرد.